# Azanus isis
Azanus isis е вид пеперуда от семейство Синевки (Lycaenidae). Видът не е застрашен от изчезване.

## Разпространение
Разпространен е в Ангола, Гана, Гвинея, Гвинея-Бисау, Демократична република Конго, Екваториална Гвинея, Етиопия, Замбия, Камерун, Кот д'Ивоар, Либерия, Нигерия, Сенегал, Сиера Леоне, Танзания, Того, Уганда и Централноафриканска република.

## Описание
Популацията на вида е стабилна.